# Agnocoris reclairei

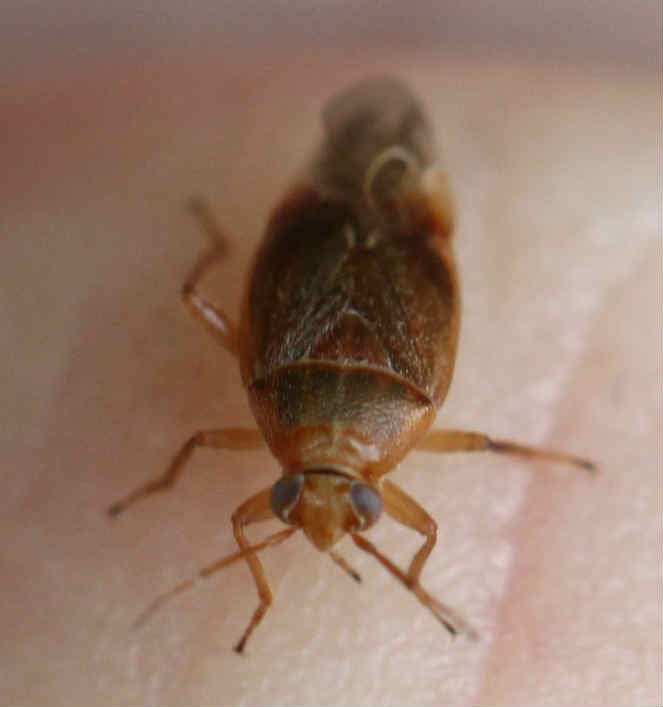
Agnocoris reclairei

Agnocoris reclairei ist eine Wanzenart aus der Familie der Weichwanzen (Miridae).

## Merkmale
Die Wanzen werden 4,7 bis 5,4 Millimeter lang. Die Art hat eine auffällige braune Grundfarbe und ist so leicht bestimmbar. Charakteristisch für die Art sind ein Kiel am Kopf, eine blasse Mittellinie am Pronotum, dunkle Bögen auf der Membrane der Hemielytren und die dichte Behaarung auf den Hemielytren. Außerdem sind die Fühler und insbesondere deren zweites Glied sehr kurz.

## Vorkommen und Lebensraum
Die Art ist in Europa, mit Ausnahme von Skandinavien, im Süden bis in den nördlichen Mittelmeerraum, östlich über Kleinasien und den Kaukasus bis in den Iran verbreitet. Sie ist in Deutschland und Österreich weit verbreitet und nicht selten. Es fehlen hier allerdings lokal Nachweise der Art.

## Lebensweise
Die Wanzen ernähren sich vermutlich zoophytophag, also sowohl räuberisch, als auch von Pflanzensaft. Man findet sie auf schmalblättrigen Weiden-Arten (Salix), vor allem auf Silber-Weide (Salix alba), wobei man sie nur auf älteren, fertilen Pflanzen findet, wodurch nahe liegt, dass sie vermutlich an den Reproduktionsorganen der Pflanzen saugen. Die Überwinterung erfolgt als Imago in der Bodenstreu unter den Wirtspflanzen, aber auch in Moospolstern, unter loser Rinde oder auf Nadelbäumen. Die Imagines treten ab Mai auf und suchen geeignete Eiablageplätze auf den Wirtspflanzen und saugen davor auch schon an den Kätzchen. Die adulten der neuen Generation treten ab Juli auf und sind bis Ende Oktober auf den Pflanzen zu beobachten.

## Belege